# 屯門南站

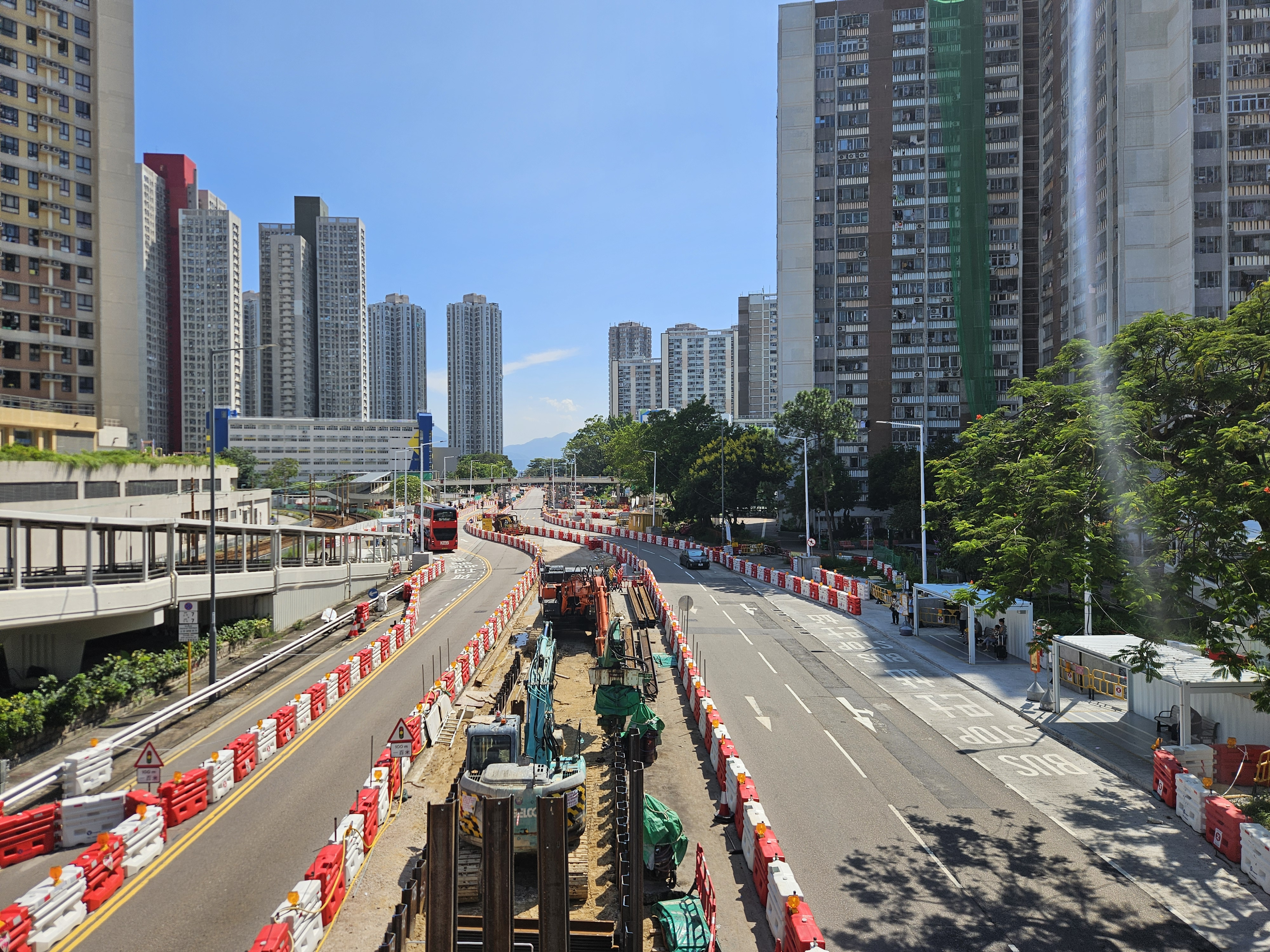
湖景路路中心的樹木已全部斬除，交通亦已改道（2024年9月）

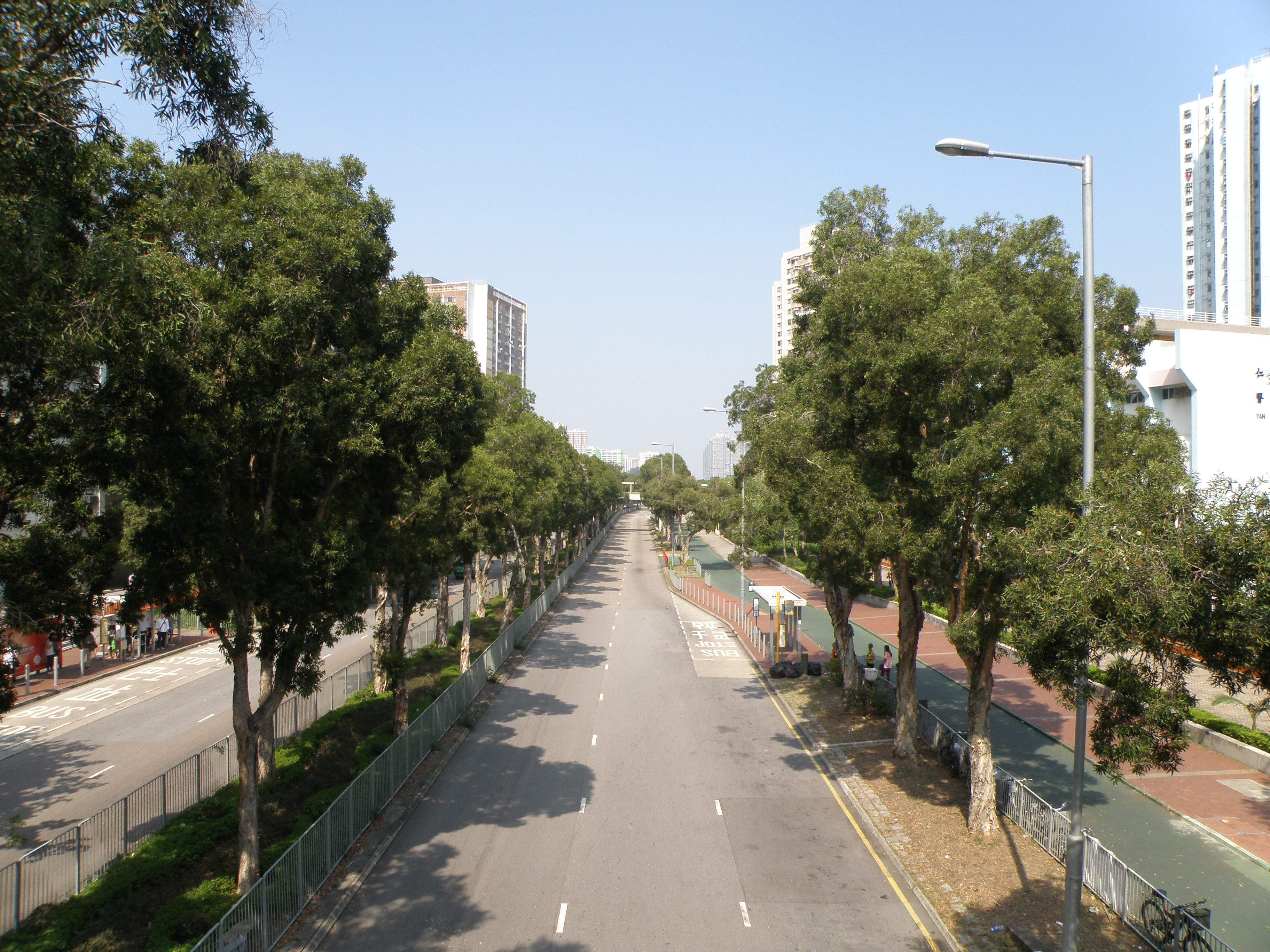
屯門南站建議位置，圖為湖景路（2014年10月）

屯門南站（暫名），是港鐵屯馬綫一個興建中的車站，建議被香港政府納入《鐵路發展策略2000》的檢討報告中，於2013年透過路政署展開的我們未來的鐵路項目諮詢公眾，於2014年9月公佈的《鐵路發展策略2014》獲落實興建屯門南延綫，由屯門站向南伸延至蝴蝶灣東部設置屯門南站，屆時屯門站將由屯馬綫新界西端終點站變為中途站，最初建議2019年動工、2022年建成。2020年5月29日，行政長官會同行政會議正式批准政府邀請港鐵公司開展屯門南延線項目的詳細規劃及設計，工程時間修訂為2023年動工、2030年通車。

## 影響
截至2024年12月，兆禧橋和湖月橋兩條橫跨湖景路的橋面已經拆卸（只有兆禧橋將會重建並連接車站出口），目前居民須改用湖月街外的永久過路處或近湖翠路的過路處橫過馬路；湖景路單車徑、單車停泊處亦因工程已改作行車線；湖山路停車場一半面積及整個湖山路花園皆已拆除，改作放置建築材料。

## 外部連結
- 香港鐵路大典上的相关条目：屯門南站